# Schroevendok Straatman

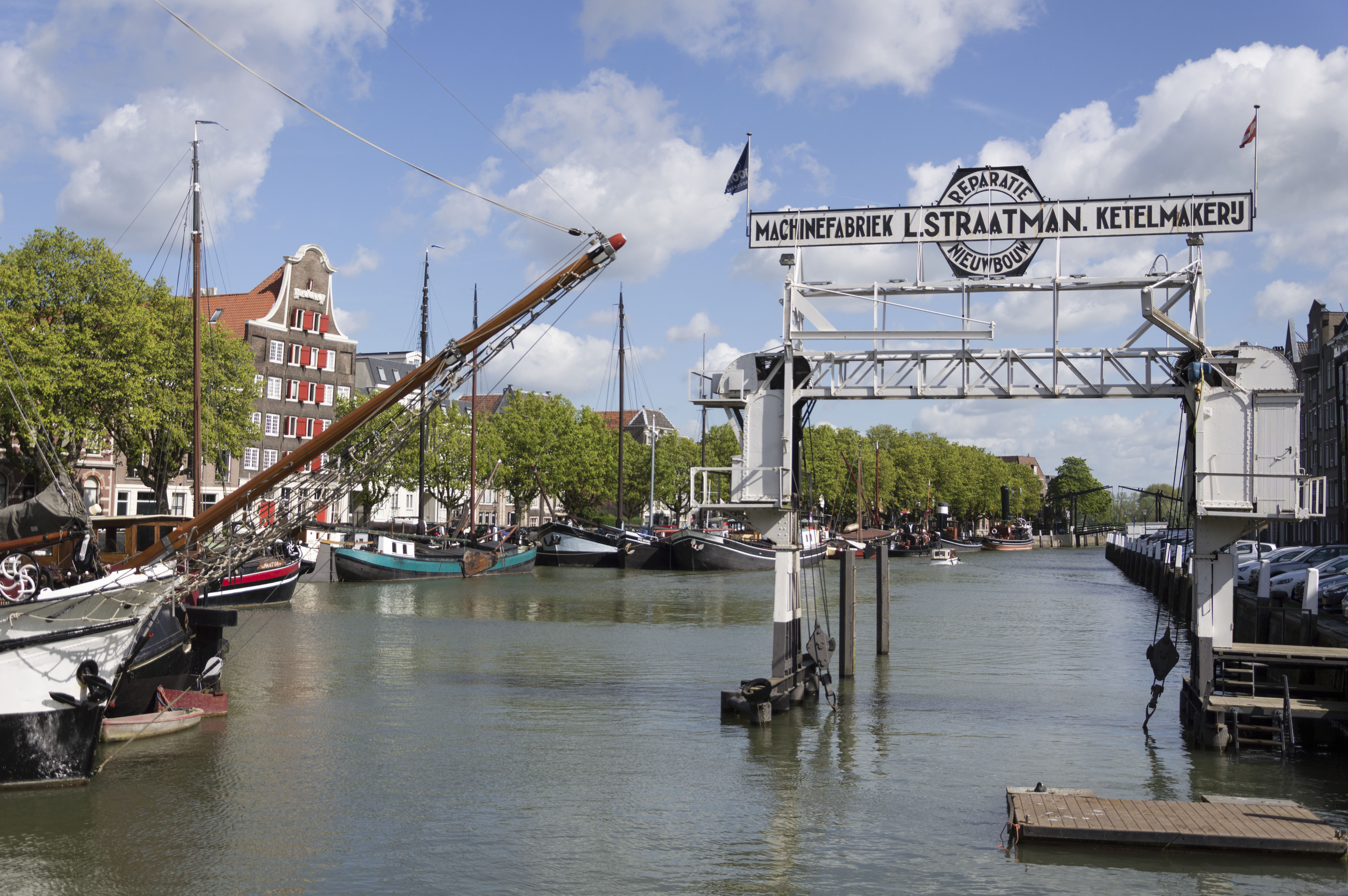
Het dok in de Wolwevershaven

Het Schroevendok Straatman is een beeldbepalend rijksmonument in de Wolwevershaven in Dordrecht. Het werd gebruikt om scheepsschroeven en roeren te repareren en te vervangen, door schepen deels uit het water te lichten. Het hefvermogen van 30 ton werd in 1952 opgevoerd met tien ton.

## Straatman
Het dok werd gebouwd in 1928 en tot 1996 gebruikt door machinefabriek L. Straatman Ketelmakerij. Dat bedrijf vestigde zich in 1902 aan de Kuipershaven als Wed. van Kersen en L. Straatman. Hun vennootschap werd in 1910 ontbonden, vanaf 1916 ging L. Straatman onder eigen naam verder. De productie betrof naast reparatiewerk scheepsketels en scheepsstoommachines. In 1911 telde het een 40 werklieden. Het dok werd na bedrijfsbeeindiging overgedragen aan de Stichting Schroevendok Straatman, die het dok onderhield met de opbrengsten van de verhuur. In 2002 werd de scheepslift uitgeroepen tot industrieel rijksmonument.
In 2014 was Jooren Scheepsschroeven de laatste huurder, het bedrijf stopte ermee omdat er te weinig werk voor was. Daarmee had de stichting ook geen geld meer voor onderhoud. 

## Restauraties
- In 1999 redde de eigenaar van Jooren Scheepsschroeven het dok zelf al eens van de sloop. Het stortte in en het was daarna of sloop of reparatie. Het bedrijf huurde het dok toen nog regelmatig. Omdat geen enkel bedrijf de reparatie aandurfde werd besloten het zelf te doen. Dat kostte in die tijd vier maanden werk.
- In 2019 was gebleken dat de Stichting Schroevendok ook op langere termijn onvoldoende inkomsten had om het onderhoud te blijven verzorgen. Omdat het een bijzonder object is en uniek in Nederland, besloot de gemeente Dordrecht samen met de provincie Zuid-Holland, de Stichting Schroevendok Straatman en lokale sponsors 170 duizend euro uit te trekken voor een grote opknapbeurt en nam de gemeente het recht van opstal over van de stichting.[2] Op 26 april 2019 werd het dok uit de Wolwevershaven op een ponton getakeld en over het water gesleept naar de jachthaven Westergoot. Daar werd het werk uitgevoerd door het in 1892 opgerichte Dordtse bedrijf De Jong Constructiewerkplaats, waarna het dok terugkeerde naar zijn plaats in de haven.[3]